# Staurocladia ulvae
Staurocladia ulvae är en nässeldjursart som beskrevs av Bouillon 1978. Staurocladia ulvae ingår i släktet Staurocladia och familjen Eleutheriidae. Inga underarter finns listade i Catalogue of Life.